# 1817 год в науке
В 1817 году имели место различные научные и технологические события, некоторые из которых представлены ниже.

## События
- 19 января — основано Российское минералогическое общество.
- 18 мая — основан Богорский ботанический сад.
- Основан ботанический сад Женевы.
- Вышла в свет работа Георга Гегеля Энциклопедия философских наук.
- Шведским химиком и минералогом И. Арфведсоном открыт химический элемент литий.
- Пеллетье и Кавенту выделили из листьев растений зелёный пигмент, который они назвали хлорофиллом.

## Родились
- 10 апреля — Константин Сергеевич Аксаков, поэт, историк и лингвист, глава русских славянофилов и идеолог славянофильства (ум. 1860).
- 21 июня — Иван Прокофьевич Каратаев, русский библиофил и библиограф.
- 4 октября — Август Хирш (ум. 1894), немецкий врач-эпидемиолог; доктор медицины; дед математика Курта Хирша[нем.].
- 7 октября — Башрод Джонсон, американский учитель, профессор философии.
- 30 октября — Герман Франц Мориц Копп, немецкий химик, сын медика Иоанна Генриха Коппа[нем.], племянник министра Карла Вильгельма фон Коппа[нем.][1].

## Скончались
- 3 февраля — Роман Максимович Цебриков, член Российской академии.
- 12 апреля — Иоаким Стулич,  хорватский лексикограф.
- 15 октября — Иоганн Людвиг Буркхардт, швейцарский востоковед.
- 7 ноября — Жан Андре Делюк, геолог, метеоролог и физик.